# Up! (album)
 (mai 2021).
Si vous disposez d'ouvrages ou d'articles de référence ou si vous connaissez des sites web de qualité traitant du thème abordé ici, merci de compléter l'article en donnant les références utiles à sa vérifiabilité et en les liant à la section « Notes et références ».
Cet article concerne l'album de la même chanson. Pour la chanson de Shania Twain, voir Up!.
Pour les articles homonymes, voir Up.
Albums de Shania Twain
 Come On Over Greatest Hits
Up! est un album de Shania Twain sorti en 2002. Il marque son retour après avoir donné naissance à un enfant. 
Il existe trois versions de ce disque : une rouge avec l'album original (aux sonorités pop pour le marché international), une verte (aux sonorités country) et une bleue (avec des sonorités indiennes).

## Information sur l'album
Cet album a été enregistré dans onze villes : Rome, Berlin, Paris, Vienne, Avignon, Provence, Milan, Dublin, Bahamas, Iles Grenadines et Bombay. Sur la version internationale, Simon et son frère Diamond Duggal collaborent comme producteurs d'album. 

## Ventes de l'album
Aux États-Unis, il débute au numéro un avec 874 000 ventes, ce qui fait d'elle l'album country le plus vendu pour une première semaine (Taylor Swift détrônera ce record en vendant un million la première semaine avec Speak Now). Il y reste cinq semaines. Il s'est écoulé dans ce pays à plus de 5,5 millions d'exemplaires. 
Au Canada, l'album débute également au numéro un, se vendant à 55 000 copies le jour de sa sortie. La première semaine, l'album a atteint des ventes de 150 500 copies, devenant ainsi l'album country le plus vendu pour une première semaine. Il est certifié diamant seulement trois semaines après sa sortie.
En Australie, l'album débute au numéro un avec des ventes de 25 000 copies, mais descendra la semaine suivante à la 4e position.
L'album s'est écoulé à plus d'onze millions d'exemplaires dans le monde.

## Critiques de l'album
Sur cet album, la chanteuse alterne différents styles, passant par la pop (I'm Gonna Getcha Good, She's Not Just a Pretty Face, Nah!, In My Car (I'll Be The Driver)), les rythmes latino (Juanita), et les ballades (Forever And For Always).

## Liste des titres
Tous les chansons ont été écrites par Shania Twain et Robert John "Mutt" Lange.
| No  | Titre                                             | Durée |
| --- | ------------------------------------------------- | ----- |
| 1.  | Up!                                               | 2:52  |
| 2.  | I'm Gonna Getcha Good!                            | 4:29  |
| 3.  | She's Not Just a Pretty Face                      | 3:49  |
| 4.  | Juanita                                           | 3:50  |
| 5.  | Forever and for Always                            | 4:43  |
| 6.  | Ain't No Particular Way                           | 4:24  |
| 7.  | It Only Hurts When I'm Breathing                  | 3:19  |
| 8.  | Nah!                                              | 4:08  |
| 9.  | (Wanna Get to Know You) That Good!                | 4:33  |
| 10. | C'est la Vie                                      | 3:42  |
| 11. | I'm Jealous                                       | 4:05  |
| 12. | Ka-Ching!                                         | 3:20  |
| 13. | Thank You Baby! (for Makin' Someday Come So Soon) | 4:00  |
| 14. | Waiter! Bring Me Water!                           | 3:19  |
| 15. | What a Way to Wanna Be!                           | 3:36  |
| 16. | I Ain't Goin' Down                                | 3:57  |
| 17. | I'm Not in the Mood (To Say No)!                  | 3:25  |
| 18. | In My Car (I'll Be the Driver)                    | 3:16  |
| 19. | When You Kiss Me                                  | 4:08  |

## Singles de l'album
Les singles extraits de ce disque varient en fonction des pays.

### Partout dans le monde
1. I'm Gonna Getcha Good!
2. Up!
3. Forever and for Always
4. Ka-Ching (sauf l'Australie et les États-Unis)

### Dans les radios country
1. I'm Gonna Getcha Good!
2. Up!
3. Forever and for Always
4. Ka-Ching

### Europe
1. I'm Gonna Getcha Good!
2. Up!
3. Forever and for Always
4. Ka-Ching
5. Thank You Baby!
6. When You Kiss Me (seulement au Royaume-Uni)

### États-Unis
1. I'm Gonna Getcha Good!
2. Up!
3. Forever and for Always
4. She's Not Just a Pretty Face
5. When You Kiss Me
6. It Only Hurts When I'm Breathing

## Classements
| Pays              | Meilleure position | Certification | Vente     |
| ----------------- | ------------------ | ------------- | --------- |
| Australie         | 1                  | 2x Platine    | 140 000   |
| Autriche          | 2                  | Platine       | 40 000    |
| Belgique Flandres | 4                  | Or            | 25 000    |
| Belgique Wallonie | 9                  | Or            | 25 000    |
| Brésil            |                    | Platine       | 150 000   |
| Canada            | 1                  | 2x Diamant    | 2 100 000 |
| Danemark          | 5                  | Platine       | 75 000    |
| Finlande          | 20                 | -             | 15 000    |
| France            | 5                  | Platine       | 360 000   |
| Allemagne         | 1                  | 2x Platine    | 1 000 000 |
| Hongrie           | 13                 |               |           |
| Irlande           | 3                  | 4x Platine    | 60 000    |
| Japon             | 14                 | Or            | 115 000   |
| Pays-Bas          | 8                  | Or            | 50 000    |
| Nouvelle-Zélande  | 1                  | 3x Platine    | 45 000    |
| Norvège           | 2                  | 3x Platine    | 120 000   |
| Portugal          | 8                  | Platine       | 40 000    |
| Espagne           | 25                 | Or            | 60 000    |
| Suède             | 8                  | Platine       | 80 000    |
| Suisse            | 2                  | 3x Platine    | 120 000   |
| Royaume-Uni       | 4                  | 2x Platine    | 600 000   |
| États-Unis        | 1                  | 11 × Platine  | 5 500 000 |